# Campeonato Nacional de Albania 1932
El Campeonato Nacional de Albania de 1932 (en albanés: Kampionati Kombëtar Shqiptar 1932) fue la 3ra. edición del Campeonato Nacional de Albania.

## Equipos participantes
| Equipo            | Ciudad  |
| ----------------- | ------- |
| Skenderbeu        | Korçë   |
| Teuta             | Durrës  |
| Tirana            | Tirana  |
| Bashkimi Shkodran | Shkodër |
| Elbasani          | Elbasan |

## Resumen
Fue disputado por 5 equipos y KF Tirana ganó el campeonato.

## Clasificación
| Pos. | Equipo            | PJ | PG | PE | PP | GF | GC | Dif. | Pts. |
| ---- | ----------------- | -- | -- | -- | -- | -- | -- | ---- | ---- |
| 1    | Tirana            | 8  | 5  | 3  | 0  | 29 | 6  | +23  | 13   |
| 2    | Bashkimi Shkodran | 8  | 4  | 3  | 1  | 15 | 6  | +9   | 11   |
| 3    | Teuta             | 8  | 5  | 1  | 2  | 25 | 11 | +14  | 11   |
| 4    | Skenderbeu        | 8  | 2  | 1  | 5  | 14 | 13 | +1   | 5    |
| 5    | Elbasani          | 8  | 0  | 0  | 8  | 4  | 51 | -47  | 0    |

## Resultados
| Local/Visita      | BAS | ELB  | SKE | TEU | TIR |
| ----------------- | --- | ---- | --- | --- | --- |
| Bashkimi Shkodran |     | 6-0  | 2-1 | 2-1 | 0-0 |
| Elbasani          | 1-3 |      | 1-5 | 0-1 | 2-9 |
| Skenderbeu        | 0-0 | 5-0  |     | 0-1 | 1-4 |
| Teuta             | 2-1 | 16-0 | 3-1 |     | 1-1 |
| Tirana            | 1-1 | 6-0  | 2-1 | 6-0 |     |

     Victoria local      Empate      Victoria visitante